# Drypetes singroboensis
Drypetes singroboensis là một loài thực vật có hoa trong họ Putranjivaceae. Loài này được Aké Assi mô tả khoa học đầu tiên năm 1960.